# Joe Shishido
Joe Shishido (Osaka, 6 dicembre 1933 – Tokyo, 18 gennaio 2020) è stato un attore giapponese.

## Carriera
Nel 1954 venne messo sotto contratto dagli studios Nikkatsu dopo aver passato le selezioni a cui avevano partecipato 8000 aspiranti attori. Iniziò interpretando piccoli ruoli, per lo più in melodrammi di poco successo, finché nel 1957 decise di dare una svolta alla sua vita e ricorse alla chirurgia plastica per modificare il suo viso; l'intervento estetico, che rese i lineamenti più duri e mascolini, permise a Shishido di aprirsi una nuova carriera nella Nikkatsu, ottenendo dal 1957 in poi ruoli di maggior spessore, prevalentemente da cattivo e da gangster.
Negli anni sessanta recitò in diversi film di Seijun Suzuki, compreso quello che lo avrebbe dovuto lanciare come nuova stella della Nikkatsu, La farfalla sul mirino. Il film, rivalutato dagli anni ottanta, fu alla sua uscita un fiasco al botteghino e con esso si eclissò il genere gangster che aveva fatto la fortuna della Nikkatsu e la carriera di Shishido subì un brusco rallentamento. Il suo contratto con la Nikkatsu terminò nel 1971, con la compagnia che, per evitare il fallimento, si dedicò da quel momento in poi esclusivamente alla produzione di film erotici (i Roman porno); dopo il 1971 Shishido prese a lavorare per altre compagnie, interpretando per lo più ruoli comici e recitando anche in produzioni televisive.

## Filmografia parziale
- Ufficio investigativo 23: crepate bastardi, regia di Seijun Suzuki (1963)
- La giovinezza di una belva umana, regia di Seijun Suzuki (1963)
- Barriera di carne - La porta del corpo, regia di Seijun Suzuki (1964)
- La farfalla sul mirino, regia di Seijun Suzuki (1967)

## Doppiatori italiani
- Giancarlo Maestri in La farfalla sul mirino